# Blaž Jurjevčič
Blaž Jurjevčič, slovenski jazzovski pianist, * 1965.
Blaž Jurjevčič je eden najvidnejših slovenskih jazzovskih pianistov. Deluje kot pianist v Big Bandu RTV Slovenija, na tem mestu je nasledil Silvestra Štingla.